# Les Démons du passé (Angel)
Pour l’article homonyme, voir Les Démons du passé.
Les Démons du passé est le 5e épisode de la saison 3 de la série télévisée Angel.

## Synopsis
Angel est parti retrouver Buffy après avoir appris sa résurrection. Fred se renseigne au sujet des relations entre Angel et Buffy, et Cordelia et Wesley parodient leur histoire mouvementée. Après le retour d'Angel, celui-ci traque un démon dans les égouts avec Fred. Trish et Roger Burkle arrivent à l'hôtel pour demander de l'aide à l'équipe d'Angel Investigations concernant la disparition de leur fille, qui n'est autre que Fred. Mais, quand Fred rentre à l'hôtel Hyperion et voit ses parents, elle efface les dessins de sa chambre et prend la fuite. Angel rentre avec la tête du démon et l'équipe s'aperçoit rapidement de la disparition de Fred et en cherche la raison. Fred se rend au Caritas, en cours de reconstruction (à la suite des événements de l'épisode Le Sens de la mission), et Lorne comprend qu'elle n'est en fait pas prête à affronter la réalité de son retour sur Terre. Quand l'équipe finit par arriver au Caritas, l'accueil de Lorne est assez froid, surtout envers Gunn, mais il finit par révéler qu'il a vu Fred et que celle-ci s'est rendue à la gare routière.
Le groupe et les parents de Fred la retrouvent à la gare routière et la jeune femme s'effondre en sanglots, reconnaissant et évacuant ainsi le calvaire qu'elle a vécu pendant des années à Pylea. C'est alors qu'un démon insectoïde attaque le groupe mais Trish Burkle finit par l'écraser avec un bus. De retour à l'hôtel, Fred décide de rentrer avec ses parents. Elle fait ses adieux à l'équipe et s'en va avec eux alors que plusieurs autres démons insectoïdes arrivent à l'hôtel. Mais Fred réalise peu après son départ le lien entre ces démons et celui qu'Angel et elle ont traqué dans les égouts. Elle retourne à l'hôtel et libère de petits insectes en coupant la tête du démon. Les autres démons, en fait les parents des insectes qui voulaient les récupérer, repartent alors avec leurs rejetons. Fred explique au groupe comment elle a fait et réalise qu'elle a sa place au sein de l'équipe.